# Хордбин, Махмуд
Махмуд Хордбин (перс. محمود خوردبین‎; род. 24 сентября 1948, Тегеран) — иранский футболист, нападающий.

## Карьера

### Клубная карьера
Во взрослом футболе дебютировал в 1969 году в клубе «Персеполис», где играл на протяжении всей своей карьеры, продолжавшейся одиннадцать лет. Вместе с клубом три раза выигрывал титул национального чемпиона. В 1970 году ненадолго перешёл в «Эстегляль» на условиях аренды и помог команде победить на Азиатском клубном чемпионате 1970 года. Завершил карьеру футболиста в 1980 году.

### Карьера в сборной
В 1972 году дебютировал в официальных матчах в составе национальной сборной Ирана. В том же году вместе с командой выступал на футбольном турнире летних Олимпийских игр в Мюнхене.
Всего в составе сборной принял участие в двух матчах, не забив ни одного гола.

### Тренерская карьера
В 1993 году Хордбин на протяжении непродолжительного времени исполнял обязанности главного тренера клуба «Персеполис». Под его руководством команда сыграла в семи официальных матчах.

## Достижения
«Персеполис»
- Чемпион Ирана: 1971/72, 1973/74, 1975/76